# 恐怖熱線之大頭怪嬰
《恐怖熱線之大頭怪嬰》是一部2001年的香港恐怖電影，由何超儀、吳鎮宇、周勵淇、李燦森、張佳佳、路芙、潘紹聰主演。
根據真人真事改編，曾有觀眾致電到香港新城電台節目「恐怖熱線」，講及大頭怪嬰的故事，事後竟引來極大回響，因而導演鄭保瑞決定將這個故事拍成電影。

## 劇情
美國電視台新聞記者Mavis，帶同攝影師和收音師一行三人來港拍攝介紹香港電台文化的特輯。她到步後第一個接觸的節目就是恐怖熱線，她感到十分有趣，於是決定以此節目作研究對象。經電台介紹下，她認識了該節目的監制Ben和主持露芙、潘紹聰，電台准許Mavis拍攝節目的直播情況。一晚，節目收到一個名叫Chris的男人來電，說在1963年的一個晚上，他與六名小孩在西環一個球場踢足球時，無意中在球場附近的山洞內發現一隻大頭怪嬰，嚇得他們魂飛魄散。他們立即帶了學校的校長來，可是當信奉伊斯蘭教的校長見到它時，也嚇得掉下手中的可蘭經。自當晚的電話播出後，竟引來意想不到的熱烈回響。總監遂叫眾人深入調查這個題目，Mavis對此更感興趣。第二晚，Chris又來電，可是自他的這個電話後，怪事便接二連三的發生在他們身上----直播室內出現不知名的人影，Mavis的收音師離奇死亡、Ben的弟弟自稱見過大頭怪嬰之後開始神志不清……他們根據現有資料一步一步的查下去，找到Chris口中的校長的女兒Connie，得悉校長數年前去世時曾出現過七個自稱校長舊學生的不知名奇怪男人，可是現在已失去下落。他們更從舊報紙和醫院的老護士口中得悉當年Chris等人所見的大頭怪嬰，其實是由一名孕婦所生，出生時已懂說話，亦因而嚇瘋了接生的護士…… 眾人最後找到了掌握著關鍵資料的七人下落，原來他們早於年前已死掉，甚至連致電到節目的Chris也不例外…… 他們用盡方法，竟真的給他們聯絡到這班亡魂。亡魂們說出真相，當年其實是他們用石頭把大頭怪嬰扔死。從此以後，大頭怪嬰便纏著他們不放。他們求 Mavis等人替他們找出大頭怪嬰的下落，並好好地代他們把它安葬。Mavis等人好不容易才在Ben的弟弟口中得知大頭怪嬰的下落。完成了這班人的心願。就在一切看似完結時，Ben的女友May在Ben家中找到一盒Mavis的收音師死前看過的錄影帶……

## 演員
- 何超儀 飾 Mavis
- 吳鎮宇 飾 Ben
- 周勵淇 飾 Helen
- 李燦森 飾 Sam
- 張佳佳 飾 Connie
- 路芙 飾 電台主持人
- 潘紹聰 飾 電台主持人
- 黃文慧 飾 神婆
- 司徒慧焯 飾 Helen之心理醫生
- 余世騰 （页面存档备份，存于） 飾 Brian
- 麥兆輝 飾 Officer Mak
- 葉偉信 飾 律師

## 外部連結
- 開眼電影網上《恐怖熱線之大頭怪嬰》的資料（繁體中文）
- 香港影庫上《恐怖熱線之大頭怪嬰》的資料（繁體中文）
- 时光网上《恐怖熱線之大頭怪嬰》的資料（简体中文）
- 豆瓣电影上《恐怖熱線之大頭怪嬰》的資料 （简体中文）
- 爛番茄上《恐怖熱線之大頭怪嬰》的資料（英文）
- AllMovie上《恐怖熱線之大頭怪嬰》的资料（英文）
- 互联网电影数据库（IMDb）上《恐怖熱線之大頭怪嬰》的资料（英文）